# 351-es busz (Debrecen)
A debreceni 351-es busz a Segner tér és a Felsőjózsai utca között közlekedik. Útvonala során érinti a Diószegi Sámuel Közép- és Szakképző iskolát, Agrár Tudományi Centrumot és az Árpád Vezér Általános Iskolát. 
Jelenlegi menetrendje 2011. július 1-jétől érvényes.

## Járművek
A viszonylaton Alfa Cívis 18 típusú csuklós buszok közlekednek.

## Útvonala
| Segner tér– Felsőjózsai utca:                                                                                                  | Felsőjózsai utca– Segner tér:                                                          |
| --- | -------------------------------------------------------------------------------------- |
| - Segner tér - Pesti utca - Böszörményi út - 35-ös út - Harmat utca - Szentgyörgyfalvi út - Gönczy Pál utca - Felsőjózsai utca | - Felsőjózsa - Sillye Gábor utca - 35-ös út - Böszörményi út - Pesti utca - Segner tér |

## Megállóhelyek
| 351-es autóbusz (Segner- Felsőjózsai utca) |                              |                                                                                    |
| sz.                                        | megállóhely neve             | átszállási kapcsolatok                                                             |
| 0                                          | Segner tér                   | 10, 10A, 10Y, 25, 25Y, 32, 34, 35, 36, 42, 42Y 45, 45H 46,46Y, 46E 2, 2A, 3, 3A, 4 |
| 02                                         | Pesti utca                   | 22, 34, 34A, 35A, , 35Y, 36, 36A                                                   |
| 04                                         | Alföldi Nyomda               | 22, 34, 34A, 35, 35A, 35Y, 36, 36A                                                 |
| 05                                         | Tőzoltóság                   | 22, 34, 34A, 35, 35A, 35Y, 36, 36A                                                 |
| 07                                         | Füredi út                    | 22, 34, 34A, 35, 35A, 35Y, 36, 36A                                                 |
| 08                                         | Kertváros                    | 22, 34, 34A, 35, 35A, 35Y, 36, 36A                                                 |
| 10                                         | Agrártudományi Centrum       | 22, 34, 34A, 35, 35A, 35Y, 36, 36A                                                 |
| 12                                         | Békessy Béla utca            | 34, 34A, 35, 35A, 35Y, 36, 36A                                                     |
| 13                                         | Árpád Vezér Általános Iskola | 34, 34A, 35, 35A, 35Y, 36, 36A, 36Y                                                |
| 24                                         | Branyiszkó utca              | 34, 34A, 35, 35A, 35Y, 36, 36A, 36Y                                                |
| 15                                         | Lóverseny utca               | 34, 34A, 35, 35A, 35Y, 36, 36A, 36Y                                                |
| 16                                         | Hangyás utca                 | 34, 34A, 35, 35A, 35Y, 36, 36A, 36Y                                                |
| 18                                         | Agrárgazdaság                | 34, 34A, 35, 35A, 35Y, 36, 36A, 36Y                                                |
| 19                                         | Harstein kertek              | 34, 34A, 35, 35A, 35Y, 36, 36A, 36Y                                                |
| 20                                         | 35-ös út                     | 34, 34A, 35A, 35A, 35Y, 36, 36A, 36Y                                               |
| 22                                         | Szirom utca                  | 35Y                                                                                |
| 24                                         | Rózsás Csárda                | 35Y                                                                                |
| 26                                         | Gönczy Pál Általános Iskola  | 35Y                                                                                |
| 38                                         | Pál utca                     | 35Y                                                                                |
| 29                                         | Felsőjózsai utca             | 35Y                                                                                |

| 351-es autóbusz (Felsőjózsai utca- Segner tér) |                              |                                                                                                  |
| 0                                              | Felsőjózsai utca             | 35Y                                                                                              |
| 1                                              | Barátság utca                | 35Y                                                                                              |
| 2                                              | Sillye Gábor utca            | 35Y                                                                                              |
| 3                                              | Harmat utca                  | 34, 34A, 35, 35A, 35Y, 36, 36E, 36A, 36Y                                                         |
| 5                                              | 35-ös út                     | 34, 34A, 35, 35A, 35Y, 36, 36A, 36Y                                                              |
| 6                                              | Harstein kertek              | 34, 34A, 35, 35A, 35Y, 36, 36A, 36Y                                                              |
| 7                                              | Agrárgazdaság                | 34, 34A, 35, 35A, 35Y, 36, 36A, 36Y                                                              |
| 9                                              | Hangyás utca                 | 34, 34A, 35, 35A, 35Y, 36, 36A, 36Y                                                              |
| 10                                             | Úrrétje utca                 | 34, 34A, 35, 35A, 35Y, 36, 36A, 36Y                                                              |
| 11                                             | Branyiszkó utca              | 34, 34A, 35, 35A, 35Y, 36, 36A, 36Y                                                              |
| 13                                             | Árpád Vezér Általános Iskola | 34, 34A, 35E, 35, 35A, 35Y, 36, 36A, 36E                                                         |
| 15                                             | Békessy Béla utca            | 24, 34, 34A, 35, 35Y, 36, 36A                                                                    |
| 16                                             | Agrártudományi Centrum       | 24, 34, 34A, 35E, 35, 35A, 35Y, 36, 36A, 36E                                                     |
| 18                                             | Kertváros                    | 24, 34, 34A, 35, 35A, 35Y, 36, 36A                                                               |
| 20                                             | Füredi út                    | 24, 34, 34A, 35E, 35, 35A, 35Y, 36, 36A, 36E                                                     |
| 21                                             | Tőzoltóság                   | 24, 34, 34A, 35, 35A, 35Y, 36, 36A                                                               |
| 23                                             | Pesti utca                   | 24, 34, 34A, 35E, 35, 35A, 35Y, 36, 36A, 36E                                                     |
| 25                                             | Segner tér                   | 10, 10A, 10Y, 24, 25, 25Y, 32, 34, 35E, 35, 36, 35E, 42, 42Y 45, 45H 46,46Y, 46E 2, 2A, 3, 3A, 4 |

## Járatsűrűség
A 351-es busz csak délután közlekedik, délelőtt a hasonló útvonalon járó 35A busszal lehet közlekedni.
Pontos indulási idők itt.